# とびうめ信用組合

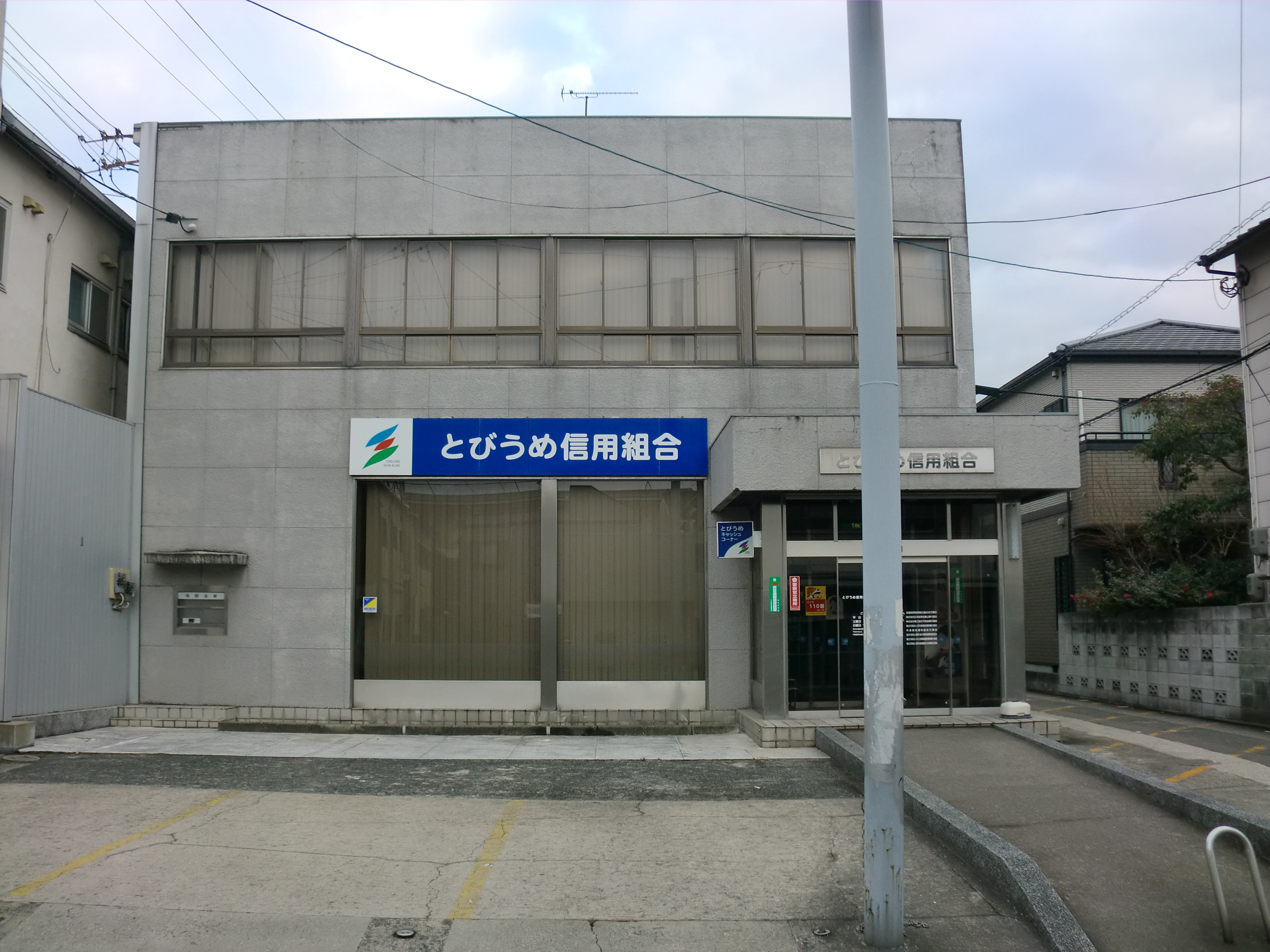
本店営業部

とびうめ信用組合（とびうめしんようくみあい）は、かつて福岡県に本部を置いていた信用組合。
ATMでは、しんくみ お得ねっと提携信用組合のカードによる出金は自組合扱いとなる。

## 沿革
- 1948年6月 田主丸信用組合として設立。
- 1974年2月 信用組合福岡興業に改称。
- 2000年1月 福岡興業信用組合に改称。
- 2004年11月 東福岡・福岡南の2信用組合と合併し、とびうめ信用組合となる。
- 2018年12月 - 3信用組合の合併により福岡県信用組合発足。